# Campaea biseriata
Campaea biseriata es una especie de polilla de la familia Geometridae, descrita por primera vez por el entomólogo suizo Frederic Moore habiendo sido descrita en 1888, con distribución en India.